# Dulles (Virginia)
Dulles ist ein gemeindefreies Gebiet in Loudoun County im US-Bundesstaat Virginia.
Dulles liegt im südwestlichen Drittel des Census-designated places Sterling. Die Benutzung des Namens begann in der Mitte der 1980er, als der Verantwortliche für Wirtschaftsentwicklung von Loudoun County, Pam Treadwell, den Namen bewarb. Der United States Postal Service erlaubte daraufhin den Unternehmen und Einwohnern Sterlings, den Namen Dulles als  Alternativadresse zu nutzen. Dulles wird von der Post als ein „akzeptabler“ Stadtname für die Postleitzahl 20166 bezeichnet, während der tatsächliche Name der Stadt Sterling ist.
Der Washington Dulles International Airport liegt (obwohl er den Namen Sterling in seiner Anschrift nutzt) teilweise in Dulles und teilweise in Chantilly in Fairfax County. Die Gemeinde hat ihren Namen vom Flughafen abgeleitet, der seinen Namen wiederum vom ehemaligen US-Außenminister John Foster Dulles (1888–1959) erhalten hatte.
In Dulles befinden sich die Hauptverwaltung von Orbital Sciences Corporation, der ehemalige Sitz von MCI Worldcom und die ehemalige Hauptverwaltung von America Online (AOL), die 2007 nach New York verlegt wurde.